# Sassoleone
Sassoleone è una frazione del comune italiano di Casalfiumanese, nella città metropolitana di Bologna, in Emilia-Romagna.
Situata a pochi chilometri dalle frazioni di Belvedere (Castel del Rio) e Villa Sassonero (Monterenzio), si trova a 440 metri sul livello del mare. Il fiume più vicino è il torrente Sillaro. Si trova in Romagna.

## Storia
La fondazione di Sassoleone risale all'inizio dell'XI secolo. Nel 1127 fu donato da Matilde di Canossa alla chiesa imolese; per un breve periodo alla fine del XIII secolo fu di proprietà dei Bolognesi. Dopo i Bolognesi, fu feudo della famiglia Alidosi; lo tennero i Fiorentini fino al tardo XIV secolo, quando la media valle del Sillaro passò sotto il dominio diretto della Santa Sede.
Durante la seconda guerra mondiale, Sassoleone, che si trovava a nord della linea Gotica, fu oggetto di angherie da parte dei soldati tedeschi. Durante un'operazione di rappresaglia, ventiquattro sassoleonesi, tra cui il parroco Settimio Patuelli (medaglia d'oro al merito civile), vennero presi dai soldati e fucilati davanti alla vecchia chiesa. Quest'ultima fu poi fatta saltare in aria assieme al campanile e altri edifici.
Davanti al nuovo campanile è presente un cippo che ricorda l'avvenimento; la strada che porta alla chiesa, precedentemente chiamata "via Castello", è stata rinominata "via Martiri della Rappresaglia".

## Monumenti e luoghi d'interesse
La chiesa di San Prospero è la chiesa parrocchiale di Sassoleone. È situata al centro del paese in via Martiri della Rappresaglia. Eretta in età alto-medievale, è documentata a partire dal 1151, già dipendente dalla pieve di Sant'Andrea. L'originario edificio venne demolito nel 1764 e ricostruito nel 1772 su progetto dell'architetto Cosimo Morelli. In parte distrutta dai tedeschi durante la seconda guerra mondiale, fu ristrutturata alla fine del conflitto, su progetto di G. Romiti. Sono conservate opere di Bartolomeo Passarotti.
Nel 1307 fu edificata una fortezza, i cui ruderi erano ancora visibili all'inizio del XX secolo.

## Eventi e ricorrenze
Sagra della cuccagna

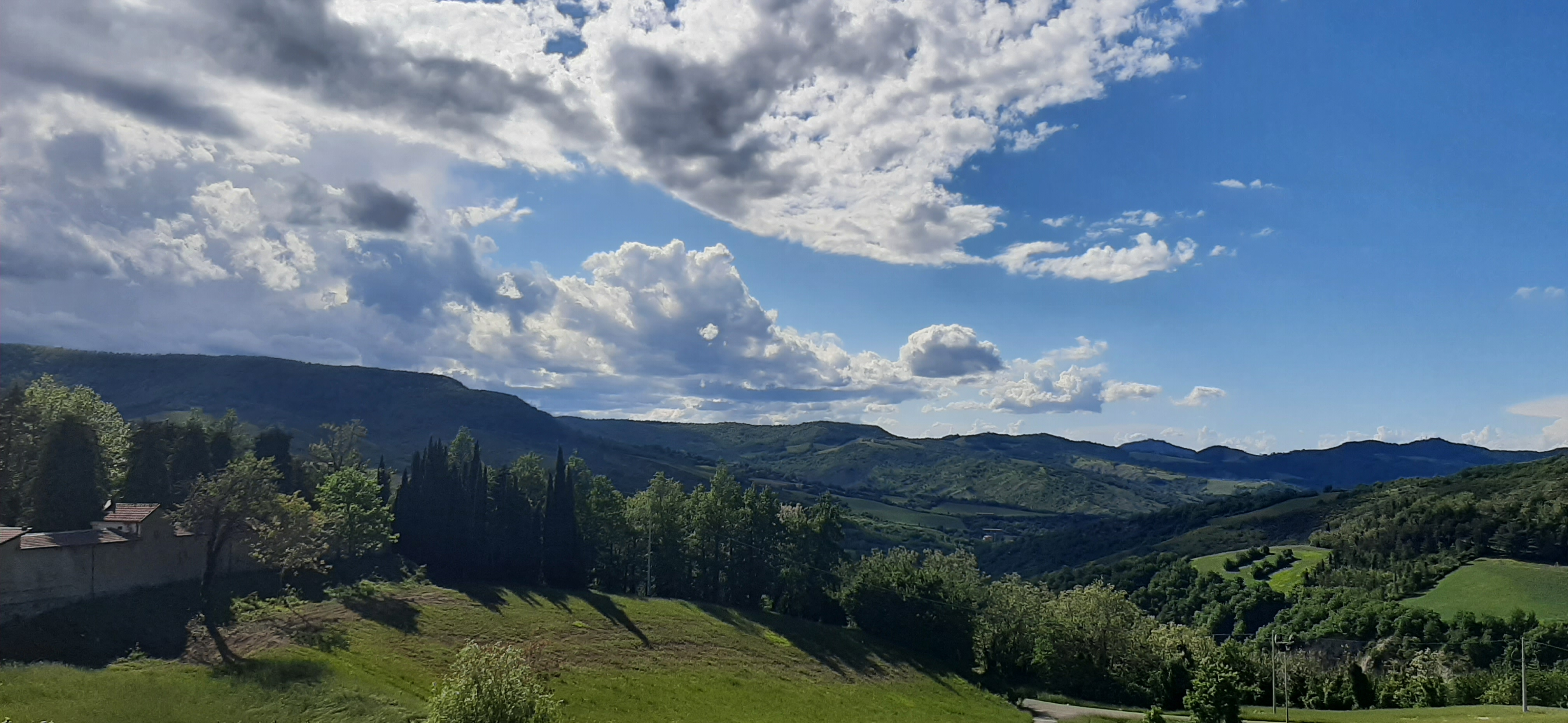
Panorama nei pressi di Sassoleone

Si tiene la prima domenica di aprile nella piazza del Leone. Il corpo della celebrazione consiste nella cronoscalata al palo, alla quale possono competere sia adulti che bambini. Altra parte caratteristica è il lancio degli zuccherini: dalle finestre dei palazzi affacciati sulla piazza vengono lanciati centinaia di sacchetti contenenti dei biscotti tipici, chiamati zuccherini o "ramette".